# Oliva de la Frontera
Oliva de la Frontera è un comune spagnolo di 5 834 abitanti situato nella comunità autonoma dell'Estremadura.

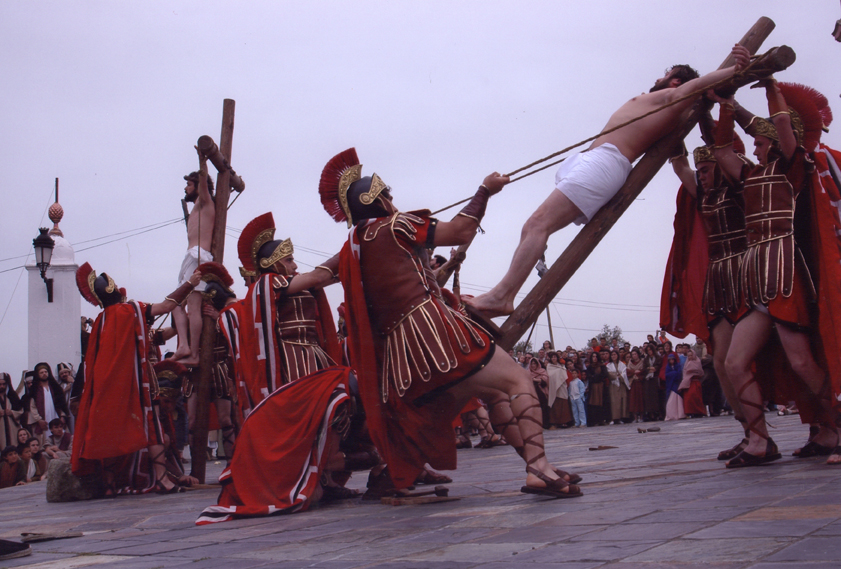
Una rappresentazione della tradizionale crocifissione della Settimana Santa a Oliva de la Frontera.